# Wrecking Ball (альбом Эммилу Харрис)
| Оценки критиков            | Оценки критиков |
| Источник                   | Оценка          |
| -------------------------- | --------------- |
| AllMusic                   | [ 1 ]           |
| Chicago Tribune            | [ 2 ]           |
| Christgau's Consumer Guide | B               |
| Entertainment Weekly       | A−              |
| The Guardian               | [ 5 ]           |
| The Irish Times            | [ 6 ]           |
| Los Angeles Times          | [ 7 ]           |
| Pitchfork                  | 8.8/10          |
| Rolling Stone              | [ 9 ]           |
| Uncut                      | 9/10            |

Wrecking Ball — восемнадцатый студийный альбом американской фолк- и кантри-певицы Эммилу Харрис, выпущенный рекорд-лейблом Elektra Records 26 сентября 1995 года. Пластинка достигла первого места в британском кантри-чарте UK Country Albums. Отойдя от своего традиционного акустического звучания, Харрис сотрудничала с продюсером Даниэлом Лануа и звукоинженером Марком Ховардом. Альбом был отмечен за атмосферность, на нем выступили Стив Эрл, Ларри Маллен-младший, Кейт и Анна МакГарригл, Люсинда Уильямс и Нил Янг, который написал заглавную песню. Лауреат премии Грэмми-1996 за лучший фолк-альбом.

## Об альбоме
Хотя её выбор песен всегда был эклектичным, этот альбом был воспринят как отступление. Харрис, в возрасте 48 лет, стала чем-то вроде старшей женщины в кантри-музыке. Альбом получил почти всеобщее признание, вошел в списки лучших дисков года, составленные многими критиками, и направил карьеру Харрис в несколько иное русло, где она стала более жёсткой. Как альбом, определивший карьеру, Wrecking Ball сравнивали с альбомом Марианны Фейтфулл 1979 года Broken English и диском Джонни Кэша 1994 года American Recordings.
Харрис сделал кавер на песню Нила Янга «Wrecking Ball», и в треке звучит гармония Янга. Хотя песня была выпущена Харрисом как 2-трековый CD-сингл вместе с песней Люсинды Уильямс «Sweet Old World», один рецензент не счёл заглавный трек главным моментом альбома.
Выпущенный в сентябре 1995 года, альбом Wrecking Ball не вошёл в кантри-чарты и не получил статус золотой пластинки, но в течение нескольких недель он был № 1 в чарте «Americana» журнала Billboard. А в марте он получил премию «Грэмми-1996» (седьмую для Харрис) как лучший фолк-альбом (Best Folk Album). «Я думаю, что в этой категории были представлены записи, которые заслуживали признания, но, возможно, не так легко поддавались классификации», — заметила она. «Я действительно имею в виду альбом Стива Эрла, который был одним из моих любимых альбомов прошлого года».

## Трек-лист
| №                   | Название                              | Автор(ы)                     | Длительность |
| ------------------- | ------------------------------------- | ---------------------------- | ------------ |
| 1.                  | «Where Will I Be» (с Даниэлом Лануа)  | Даниэль Лануа                | 4:15         |
| 2.                  | «Goodbye»                             | Steve Earle                  | 4:53         |
| 3.                  | «All My Tears»                        | Джули Миллер                 | 3:42         |
| 4.                  | «Wrecking Ball»                       | Нил Янг                      | 4:49         |
| 5.                  | «Goin' Back to Harlan»                | Анна МакГарригл              | 4:51         |
| 6.                  | «Deeper Well»                         | Дэвид Олни, Даниэль Лануа    | 4:19         |
| 7.                  | «Every Grain of Sand»                 | Боб Дилан                    | 3:56         |
| 8.                  | «Sweet Old World»                     | Люсинда Уильямс              | 5:06         |
| 9.                  | «May This Be Love» (с Даниэлом Лануа) | Джими Хендрикс               | 4:45         |
| 10.                 | «Orphan Girl»                         | Гиллиан Уэлч                 | 3:15         |
| 11.                 | «Blackhawk»                           | Даниэль Лануа                | 4:28         |
| 12.                 | «Waltz Across Texas Tonight»          | Родни Кроуэлл, Эммилу Харрис | 4:46         |
| Общая длительность: | Общая длительность:                   | Общая длительность:          | 53:05        |

## Чарты
| Чарт (1995)                              | Высшая позиция |
| ---------------------------------------- | -------------- |
| Бельгия/Фландрия (Ultratop)              | 58             |
| Нидерланды (Album Top 100)               | 29             |
| Норвегия (VG-lista)                      | 30             |
| Швеция (Sverigetopplistan)               | 27             |
| Великобритания (UK Albums Chart)         | 46             |
| Великобритания (UK Country Albums Chart) | 1              |
| США (Billboard 200)                      | 94             |
| США (Americana/Folk Albums, Billboard)   | 1              |

## Музыканты
- Эммилу Харрис — вокал, акустическая гитара (на треках 3 5 7 10 11 12), гармонический вокал (на 10)
- Даниэль Лануа — мандолина (1 2 3 5 8 10 11 12), электрогитара (1 2 3 4 6 8 9 11 12), акустическая гитара (2 7 11), бас (1 3), дульцимер (10), дуэтный вокал (1 9), напевный вокал (3), перкуссия (4), басовые педали (8)
- Малкольм Берн — фортепиано (2 4 8 11 12), тамбурин (4 10 11), вибрации (4), орган (5 7), синтезатор (5), клавишные (6), слайд-гитара (8 12), бас (11), ударные (11), гармонический вокал (11)
- Ларри Маллен-младший — ударные (2 3 4 6 7 8 9 12), тарелки (4), ручной барабан (10)
- Тони Холл — перкуссия, бас (2 4 6 7 12), барабан (10)
- Дэрил Джонсон — высокий гармоничный вокал (1), том-том (1), бас-педали ударной установки (5), бэк-вокал (5), гармонический бас (6), гармоничный вокал (10)